# Јевтимиje Печерски
Јевтимије Печерски је схихомонах Кијево-Печерског манастира, поштован као светитељ. Руска православна црква га помиње 20. јануара (2. фебруара) и 28. августа (10. септембра) (Сабор преподобних отаца Кијево-Печерских далеких пећина) и у другу недељу (недеља) Великог поста (Сабор Преосвећених отаца Кијево-Печерских).

## Биографија
Непознато је време и околности живота светог Јевтимија. Књижевност 19. века, без икаквог основа, датира његов живот у 13-14 век. Евтимијеве мошти, које се налазе у Далеким пећинама Кијево-Печерске лавре, о чему први извештава „Тератургим“ монаха Атанасија Калнофојског (1638). Он наводи да је на светитељевим моштима био крст, „којим се благосиљају људи који му долазе, а неки исцељују“. Од друге половине 19. века о овом крсту нема помена. На картама Далеких пећина 17-18 века, у натписима који објашњавају локацију моштију светитеља, Јевтимије је назван „јеросхимамонах“ или „схимник“. Биохемијским прегледом моштију утврђено је да је преминуо у доби од 30-40 година.
Локално поштовање Јевтимија почело је крајем 17. века када је печерски архимандрит Варлаам (Јасински) (будући митрополит кијевски) установио прославу Сабора Преосвећених отаца Далеких пећина. Јевстатије се помиње у 3. тропару 8. песме канона Кијево-Печких светитеља Далеких пећина (крај 17. века). Поштовање у целој цркви почело је након што је Свети Синод у другој половини 18. века дао дозволу да се имена једног броја кијевских светаца унесу у општецрквене месечне календаре. Тропар и Кондак светом Јевтимију написани су у 19. веку. Кондак о њему извештава: „Када да си прихватио схиму, био си тих, ћутао, пречасни, никада ни са ким, осим молитве Господу, ништа ниси говорио и храну, или јаке напитке, ништа ниси јео; Тако ћеш данас наћи храну која не пропада на небу, Јевтимије, моли се да се и ми причестимо.”
Дан сећања 20. јануара установљен је у другој половини 19. века и везује се за прославу Јевтимија Великог на овај дан.